# Kanton Liernais
Kanton Liernais (francouzsky Canton de Liernais) je francouzský kanton v departementu Côte-d'Or v regionu Burgundsko. Tvoří ho 14 obcí.

## Obce kantonu
- Bard-le-Régulier
- Blanot
- Brazey-en-Morvan
- Censerey
- Diancey
- Liernais
- Manlay
- Marcheseuil
- Ménessaire
- Saint-Martin-de-la-Mer
- Savilly
- Sussey
- Vianges
- Villiers-en-Morvan